# Оронтобат (военачальник Дария III)
Оронтобат, также Оронтопат (др.-греч. Ὀρoντoβάτης; IV век до н. э.) — персидский аристократ, участник битвы при Гавгамелах 331 года до н. э.
Оронтобат по происхождению был персом или мидийцем. Арриан утверждал, что во время битвы при Гавгамелах «людьми с побережья Красного моря» (возможно, античный автор имел в виду Персидский залив) руководил Оронтобат, Ариобарзан и Орксин. Квинт Курций Руф писал, что Ариобарзан с Оронтобатом под командованием Орксина во время битвы при Гавгамелах руководили персами, мардами и согдийцами. Со своими силами Оронтобат находился в центре персидского войска во время битвы при Гавгамелах.
Г. Берве считал, что Оронтобат, военачальник Дария III во время битвы при Гавгамелах, идентичен Оронтобату, сатрапу Карии, который после завоевания области Александром Македонским бежал и присоединился к войскам персов. Канадский историк В. Хеккель считал выводы Г. Берве неверными. Одновременно, он не исключал, что Оронтобат, военачальник Дария III, мог впоследствии стать приближённым Антигона и сатрапом Мидии.